# 129876 Stevenpeterson
129876 Stevenpeterson este o planetă minoră (asteroid) din centura de asteroizi. A fost descoperită pe 4 septembrie 1999 la Catalina Station⁠(d) de Catalina Sky Survey. 
Obiectul prezintă o orbită caracterizată de o semiaxă mare de 2,3768439525867 UAi, o excentricitate de 0,24, o înclinație de 4,1 ° în raport cu ecliptica.